# Andrea Consolini
Andrea Consolini, född 11 augusti 2001 i Brescia, är en italiensk parkourutövare.

## Karriär
Consolini började med parkour som 13-åring 2014. I september 2021 tog han brons i speed vid världscupen i Sofia.
I juli 2022 vid World Games 2022 i Birmingham tog Consolini silver i speed och besegrades endast av ukrainska Bohdan Kolmakov. I oktober 2022 vid VM i Tokyo tog han herrarnas första VM-silver i speed i den första upplagan av mästerskapet. Consolini kom i mål på tiden 25,84 sekunder och var 0,59 sekunder bakom guldmedaljören Bohdan Kolmakov från Ukraina.
I september 2023 tog Consolini brons i speed vid världscupen i Sofia. I september 2024 tog han silver i speed vid världscupen i Coimbra. I november 2024 tog Consolini silver i speed vid VM i Kitakyūshū.